# Williams FJ44
Williams FJ44 je série malých dvouhřídelových dvouproudových motorů vyráběných firmami Williams International/Rolls-Royce pro lehké business jety. Až do nedávného rozmachu na trhu nejmenších business jetů byl FJ44 jedním z nejmenších dvouproudových motorů dostupných pro civilní použití. Přestože šlo v zásadě o konstrukci firmy Williams, byla v rané fázi vývoje přizvána společnost Roll-Royce, která se podílela na vývoji a výrobě vzduchem chlazené vysokotlaké turbíny.
Motor FJ44 byl poprvé zalétán 12. července 1988 na experimentálním stroji Scaled Composites/Beechcraft Triumph.
Williams FJ33 je menší motor založený na konstrukci FJ44.

## Specifikace
| Varianta              | FJ44-1AP                                                                               | FJ44-2                                                                                 | FJ44-3                                                                                 | FJ44-4                                                                                 |
| --------------------- | -------------------------------------------------------------------------------------- | -------------------------------------------------------------------------------------- | -------------------------------------------------------------------------------------- | -------------------------------------------------------------------------------------- |
| Konfigurace           | Dvouhřídelový dvouproudový motor s 1 stupněm dmychadla a prstencovou spalovací komorou | Dvouhřídelový dvouproudový motor s 1 stupněm dmychadla a prstencovou spalovací komorou | Dvouhřídelový dvouproudový motor s 1 stupněm dmychadla a prstencovou spalovací komorou | Dvouhřídelový dvouproudový motor s 1 stupněm dmychadla a prstencovou spalovací komorou |
| Nízkotlaký kompresor  | 1 axiální stupeň                                                                       | 3 stupně axiální                                                                       | 3 stupně axiální                                                                       | 3 stupně axiální                                                                       |
| Vysokotlaký kompresor | 1 stupeň radiální kompresor                                                            | 1 stupeň radiální kompresor                                                            | 1 stupeň radiální kompresor                                                            | 1 stupeň radiální kompresor                                                            |
| Turbína               | 1 nízkotlaký stupeň, 2 vysokotlaké stupně                                              | 1 nízkotlaký stupeň, 2 vysokotlaké stupně                                              | 1 nízkotlaký stupeň, 2 vysokotlaké stupně                                              | 1 nízkotlaký stupeň, 2 vysokotlaké stupně                                              |
| Tah                   | 1 900–2 100 lbf (8,5–9,3 kN)                                                           | 2 300–2 400 lbf (10,2–10,7 kN)                                                         | 3 000 lbf (13,3 kN)                                                                    | 3 600 lbf (16,0 kN)                                                                    |
| Hmotnost              | 460 liber (209 kg)                                                                     | 520–530 liber (236–240 kg)                                                             | 516–535 liber (234–243 kg)                                                             | 650 liber (295 kg)                                                                     |
| Délka                 | 41,4 inches (105 cm)                                                                   | 47,2 inches (120 cm)                                                                   | 48,0 inches (122 cm)                                                                   | 52,8 inches (134 cm)                                                                   |
| Průměr                | 20,7 inches (53 cm)                                                                    | 21,8 inches (55 cm)                                                                    | 23,0 inches (58 cm)                                                                    | 25,3 inches (64 cm)                                                                    |

### Podobné motory
- Williams FJ33